# Lorenzo Pasinelli
Lorenzo Pasinelli (Bolonia, 13 de septiembre de 1629 - Bolonia, 4 de marzo de 1700), fue un pintor italiano, activo en su ciudad natal de Bolonia durante la época del Barroco tardío.

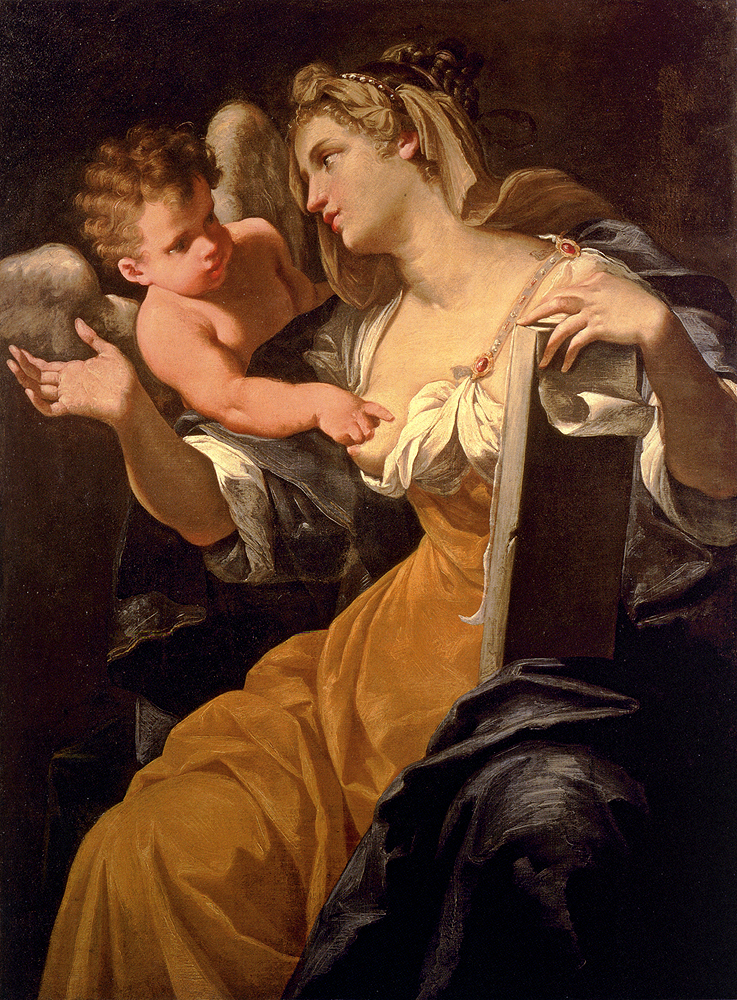
Sibila Budrioli, por Lorenzo Pasinelli

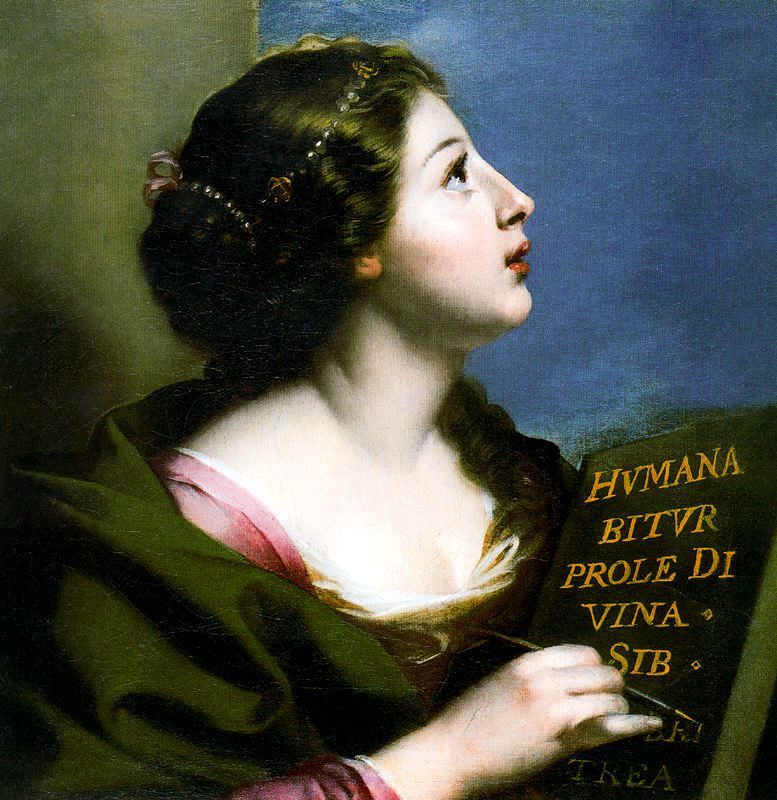
Sibila Eritrea, Galleria Nazionale d'Arte Antica, Roma.

## Biografía

### Infancia y aprendizaje en Bolonia
Lorenzo Pasinelli nació en Bolonia el 13 de septiembre de 1629, en el seno de una familia de pequeños comerciantes. El padre Bartolomeo, probablemente de origen bergamasco, tenía un negocio de especias y de fabricación de cera.
Lorenzo fue el mayor de seis hermanos. Muy pronto su padre trató de enseñarle su oficio. Con solo ocho o nueve años, le instruyó en la lectura, la escritura y la contabilidad con vistas a emplearle en el negocio familiar. Sin embargo, las inclinaciones del chico eran otras. Pronto se afanó en la fabricación de pequeños instrumentos musicales, como arpas y violines. Pero sobre todo, le gustaba dibujar y pintar de colores figuritas de cobre. Se acostumbró a observar la actividad de un mediocre pintor que tenía su taller frente a la cercana iglesia de Santa María Maggiore, ante el disgusto del padre, que pensaba que todas estas aficiones eran una pérdida de tiempo.
Su amigo Giulio Cesare Milani le echó una mano. Este asistía a las clases de un pintor llamado Andrea Baroni. A escondidas de Bartolomeo, le dio a Lorenzo sus primeras nociones de dibujo. Cansado de ocultar su vocación, el joven Pasinelli acudió a la protección de Ettore Fava, amigo de la familia. Consiguió así poder asistir él mismo a las clases de Baroni, primero media jornada y después a tiempo completo. En apenas seis meses, los avances del joven alumno fueron tan notables, que Baroni decidió recomendarlo a otro pintor, de nombre desconocido, que tenía por principal mérito el haber sido alumno de Guido Reni. Sin embargo, no duró mucho con el nuevo maestro, pues cuando le llevaba los dibujos que había hecho, lo encontraba siempre enzarzado en el juego.

### Alumno de Simone Cantarini

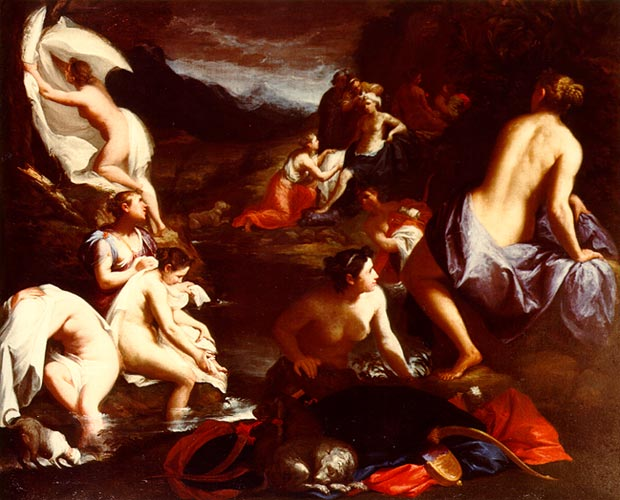
Diana en el baño con sus ninfas, Cassa di Risparmio di Cesena.

Por fin Bartolomeo Pasinelli encontró un buen maestro para su hijo. Con la ayuda de Fava, consiguió introducirlo en el taller de Simone Cantarini, conocido como el Pesarese, que hacía poco había regresado a Bolonia (1644-1645). Probablemente, en la elección influyó el hecho de que la escuela de Cantarini se hallase situada en el Palazzo Zambeccari, junto a Santa María Maggiore, a poca distancia de la casa de los Pasinelli.
Por aquella misma época se había fundado en Bolonia la Accademia del disegno, con la intención de perpetuar el legado de la Accademia degli Incamminati de los hermanos Carracci. Seguramente Pasinelli acudió a ella compaginándola con su relación con Cantarini. También frecuentaba la Accademia del Nudo, donde enseñaban los mejores pintores boloñeses de la época, como Alessandro Tiarini, el Guercino, Michele Desubleo o Francesco Albani.
La relación con Cantarini fue provechosa en sumo grado, pues el maestro no tuvo reparo en poner a disposición de Pasinelli sus diseños, para que los copiase una y otra vez. Se desarrolló entre ambos una relación de afecto y respeto mutuos. Sin embargo, a finales de 1647 o principios de 1648, Cantarini marchó a la corte de Mantua, dejando a Pasinelli encargado del cuidado y buen funcionamiento del taller. Este encargo, que demuestra la gran confianza que el maestro le tenía fue, sin embargo, motivo de disgusto para Lorenzo, pues el Pesarese había decidido separarse de él y sustituirlo por otro alumno más veterano en su viaje (un tal Spadarino, llamado lo Zoppo) en el último momento.

### Asociación con Flaminio Torri
Muy pocos meses después llegó la noticia de las muertes de Cantarini y Spadarino. Flaminio Torri ocupó el lugar del fallecido como maestro y socio de Pasinelli. Este pintor había sido alumno del Pesarese y frecuentaba su taller, donde conoció al joven Lorenzo. Sin embargo, su relación no duró demasiado, y acabó cuando Torri se apropió de una Anunciación de la mano de Pasinelli, y la expuso en público como obra propia, aceptando los parabienes de todo el mundo, incluido el mismísimo Guercino.
Contemporáneamente a estos acontecimientos se produce la muerte de Bartolomeo Pasinelli (14 de julio de 1654).

### Pasinelli artista independiente

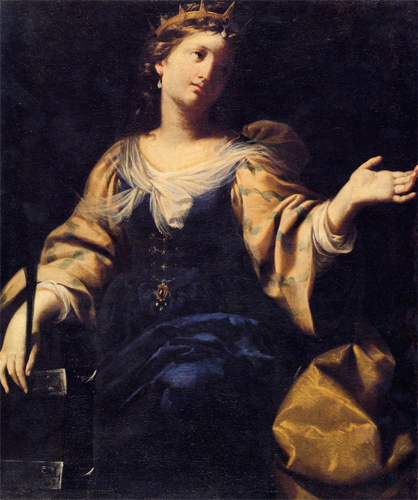
Santa Catalina de Alejandría, Pinacoteca Nacional de Bolonia.

Es en este punto cuando Pasinelli comienza su carrera como artista independiente. De finales de la década de 1650 son sus primeras obras documentadas. También es cuando contrae matrimonio con la viuda Camilla Micheli o Michieli (2 de mayo de 1657): pronto nacerá su hija Anna Maria (1658).
Pasinelli estableció su estudio cerca de la Via Galliera y de la casa familiar. Posteriormente trasladará el taller a su propio hogar, en la Via de' Mulini, frente a la iglesia de San Pietro.
La fama y el prestigio como artista le llegaron pronto. Dos lienzo ejecutados para la iglesia de la Certosa hacia 1660, fueron las primeras obras que le trajeron el reconocimiento público. Los encargos empezaron a multiplicarse. Uno de los primeros fue para Alfonso II Gonzaga, conde de Novellara (Armida pregunta a los soldados del pío Buglione, 1660, perdida), obra que complació sobremanera al conde.

### Viajes a Mantua, Turín y Roma

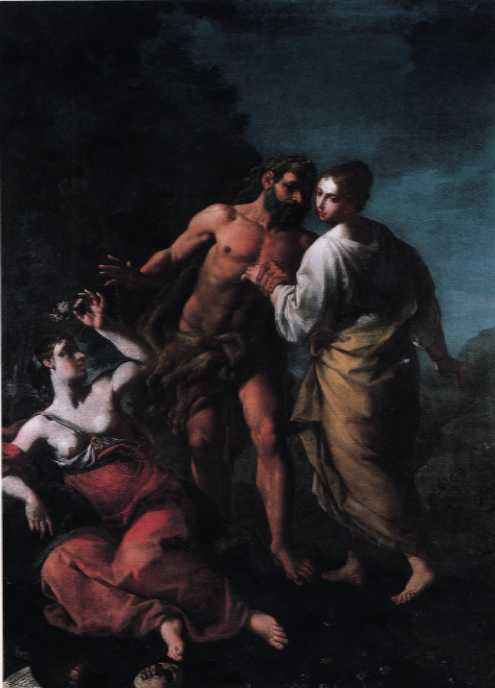
Hércules en la encrucijada

Poco después (1661), Pasinelli tuvo la gran oportunidad que había perdido en 1648. Junto a Andrea Seghizzi, un pintor de quadratura, marchó a Mantua para decorar al fresco el Palazzo Marmirolo. Realizó el trabajo a plena satisfacción del duque, hasta tal punto que éste no le quería dejar volver junto a su familia. La intervención de Camillo Pepoli, también huésped del duque, salvó la situación.
Tras una brevísima estancia en Bolonia, Lorenzo volvió a marchar, esta vez con dirección a Turín (finales de 1662). De nuevo en compañía de Seghizzi, trabajó en los frescos de diversas estancias del Palacio Ducal. No se sabe a ciencia cierta cuáles fueron tales dependencias, y en todo caso, no han sobrevivido.
Recaló en Bolonia para viajar a Roma en 1663. Allí fue huésped del senador Tommaso Campeggi. Parece que durante su estancia Pasinelli no realizó trabajo alguno, aunque tuvo la oportunidad de estudiar el legado de los grandes maestros: Rafael, Michelangelo, Giulio Romano y Polidoro da Caravaggio. Como agradecimiento al senador, pintó los retratos de toda su familia en un gran lienzo, obra que se ha perdido.
Hemos de mencionar que Zanotti cita diversos viajes de Pasinelli a Venecia, pero no ha quedado constancia de cuándo se produjeron dichas visitas a la ciudad de San Marcos, aunque son muy posibles, a la vista de la obra posterior del artista.

### Retorno a Bolonia. Fase álgida de su carrera
A comienzos de 1664 le encontramos en Bolonia, de donde ya no se alejará demasiado. Poco a poco conseguirá la preeminencia entre los pintores boloñeses. Su público será la nobleza y los entendidos en el arte, que no dejarán de hacerle encargos durante toda su carrera. En 1672 gozará de un gran éxito cuando el conde Annibale Ranuzzi le encarga un Marcio Coriolano para su toma de posesión como confaloniero de la ciudad. La obra conseguirá el aplauso general. Sin embargo, el carácter esquivo y retraído de Pasinelli, poco dado a los homenajes públicos, le hará perder oportunidades de alcanzar una mayor fama.
En 1675 le será encargada una de las más importantes obras de su carrera: el Milagro de San Antonio de Padua para la iglesia de San Francesco. La ejecución de la pala se dilatará en el tiempo (no la entregará hasta 1688).

### Vejez y decadencia
El 10 de mayo de 1676 fallece la esposa de Lorenzo, Camilla Micheli. No le duró mucho la viudedad. El 27 de septiembre de 1677 contrajo segundas nupcias con Lucrezia Roberti Citella.
Pasinelli pasará por una fase crítica. Algunos de sus grandes encargos no serán bien recibidos por el público, que no comprende el cambio de estilo que el artista operará en este período. Cada vez le será más difícil cumplir los plazos de entrega. Fatigado, Lorenzo incluso llegará a retirarse a sus posesiones, sin intenciones de volver a trabajar durante algún tiempo.
La fase final de su carrera es de decadencia. Aunque seguirá trabajando, buena parte de sus obras tendrán una importante participación del taller. Las desgracias familiares se cebaron con Pasinelli: el 14 de septiembre de 1698 muere su segunda esposa; en 1699 fallecerán su cuñado Giovan Battista Moretti, esposo de su hermana Lucia y, sobre todo, su hija Anna Maria (11 de julio).
Pasinelli tomará dos decisiones importantes: el 29 de abril de 1699 contrae matrimonio con la joven Maria Teresa Grandi, que pronto le dará un hijo, muy deseado. Sin embargo, también ahora cerrará su taller y despedirá a todos sus discípulos. Poco después, el 4 de marzo de 1700, una pleuresía acabará con su vida. Su hijo, también llamado Lorenzo, nacerá póstumamente, el 19 de mayo del mismo año.
Según Zanotti y Malvasia, era Pasinelli de mediana estatura, enjuto, de rostro alargado, tez rosada y ojos vivaces. De carácter discreto y pocas palabras, ello no le impedía hablar doctamente de todo lo relacionado con su profesión.

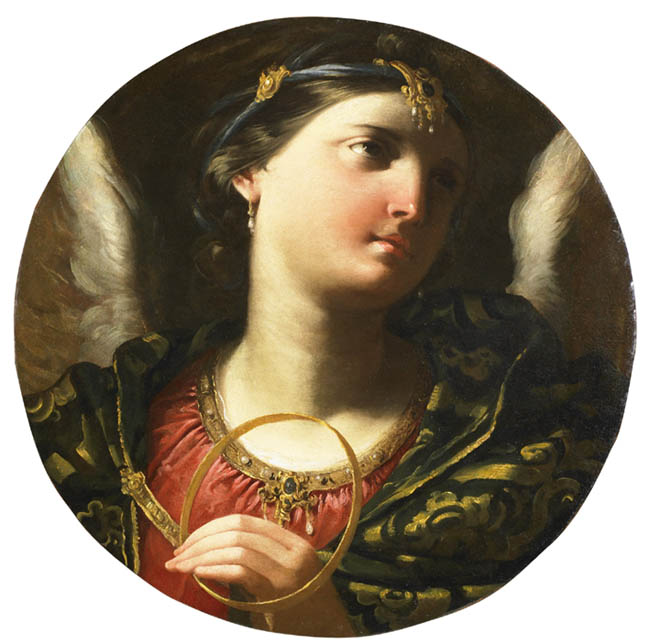
Alegoría de la Eternidad

## Evolución estilística

### Estilo juvenil

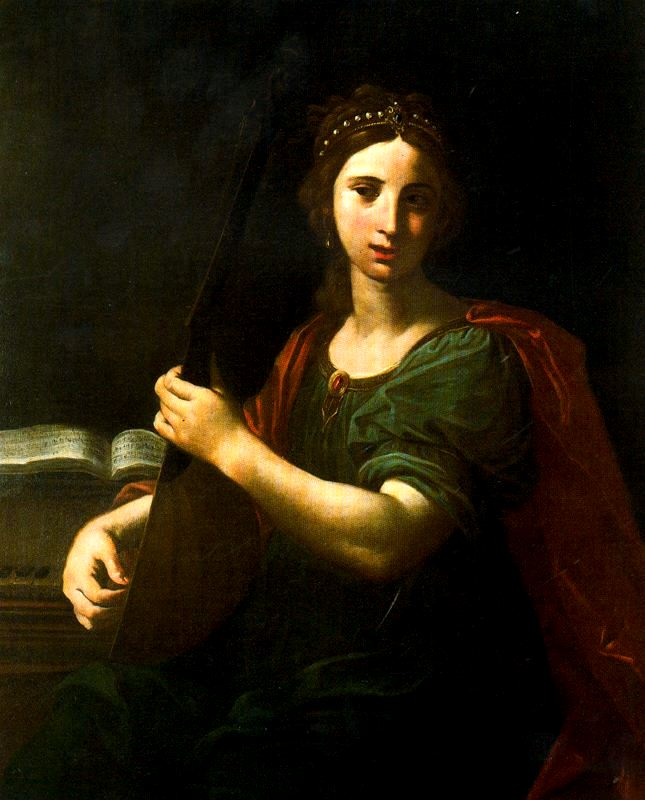
Tañedora de laud, Galleria Nazionale d'Arte Antica, Roma.

En las últimas décadas se ha producido una revalorización de la figura de Lorenzo Pasinelli como artista de relevancia dentro del panorama de la Escuela Boloñesa del siglo XVII. La notable falta de obras del período 1648-1660 ha oscurecido una fase de su formación artística que ahora se nos revela importante.
Los primeros años de actividad pictórica de Pasinelli están marcados por una época de confusión, provocada por la desaparición de las principales figuras de la Escuela boloñesa: Domenichino (1641), Reni (1642), Cantarini (1648) y Francesco Gessi (1649). Los medios aristocráticos y clericales vieron como necesaria la continuación del legado de los Carracci, mediante la fundación de la Accademia del disegno, a la cabeza de la cual se puso al más prestigioso de los viejos maestros todavía vivo, Alessandro Tiarini, que se había formado con Ludovico Carracci. Compartió este liderazgo con Francesco Albani, el verdadero depositario de las esencias clasicistas; Michele Desubleo, el flamenco establecido en Bolonia, propuso una especie de naturalismo nórdico, que encontró eco en la obra de artistas más jóvenes como Carlo Cignani o Giovan Gioseffo dal Sole. Finalmente, estaba el Guercino, recién retornado a la capital desde su patria de Cento, tras la muerte de Reni. Para Pasinelli, por entonces alumno del revisionista Cantarini, debió ejercer una gran atracción su clasicismo redescubierto, natural y vibrante, y su habilidad para ordenar las figuras en primer plano de manera regular.
Del período de aprendizaje con Cantarini no podemos juzgar demasiado, por la escasez de obras de juventud que han llegado hasta nuestros días. Sin embargo, algunas figuras alegóricas, revisitaciones de obras de Cantarini, revelan su cercanía al estilo del maestro. Su asociación con Torri duró un año o a lo sumo dos, y su coincidencia de estilo y formación dificultan la adjudicación de bastantes obras a uno de los dos maestros. Como muestra, Zanotti nos informa de que a la muerte de Torri, Pasinelli se encargó de terminar algunas telas que el difunto había dejado inconclusas, con una fidelidad al estilo de éste, que nadie habría tenido duda alguna que eran totalmente de la mano de Flaminio.

### Primera madurez. Los lienzos de la Certosa di San Girolamo

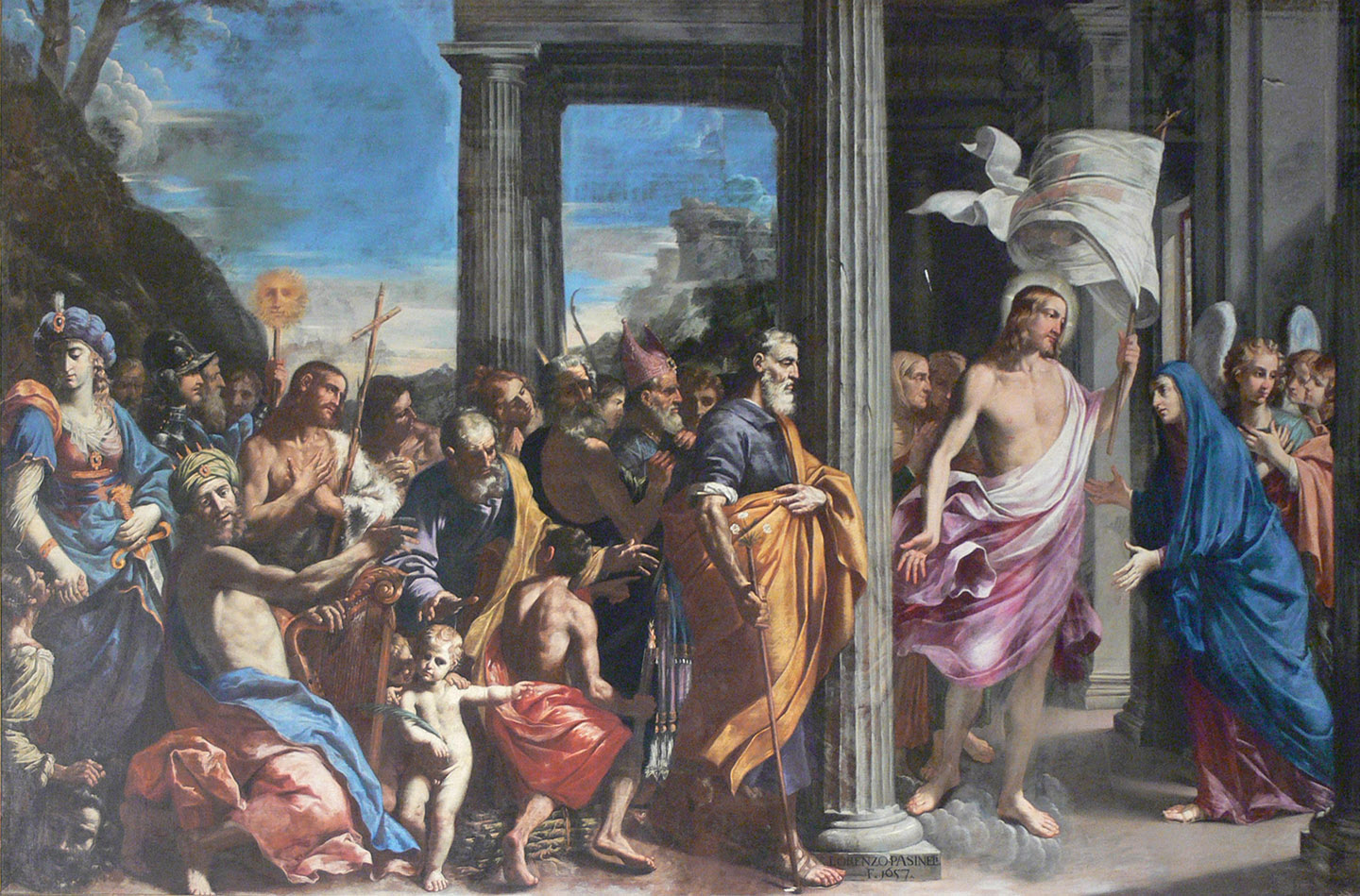
Cristo resucitado visita a su Madre acompañado por los Padres de la Iglesia, Certosa di San Girolamo, Bolonia.

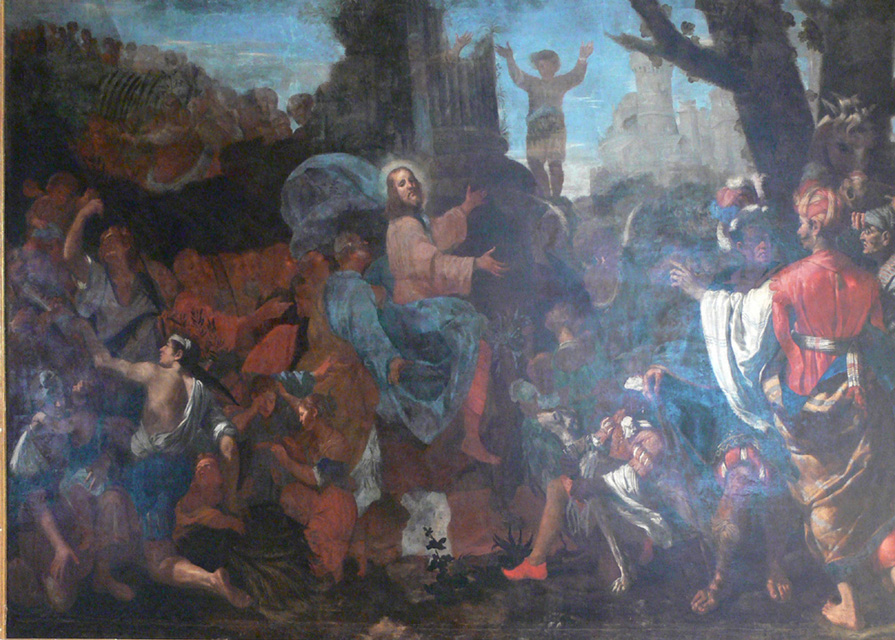
Entrada de Cristo en Jerusalén, Certosa di San Girolamo, Bolonia.

Recién independizado como artista, parece que su prestigio creció rápidamente, pues al poco le fue encargada una Dalila para ser colocada como pendant de una obra de un artista plenamente consagrado como era Giovanni Andrea Sirani. Las obras de este período permiten identificar el clasicismo post-reniano algo teñido de sentimentalismo que también practicaron Torri, Cantarini o el Guercino de la última época. Su objetivo, una idealización de la Verdad, añadiéndole gracia y dulzura, aunque a veces salpicada por fugaces toques veristas.
Recientes estudios revelan la importancia de la influencia veneciana en su uso del color, en absoluto casual. De su tratamiento de la luz podemos encontrar antecedentes directos en los Carracci, sobre todo Ludovico. El uso del sfumato y la levedad de las sombras nos recuerdan la última época del Guercino. La claridad abstracta de sus últimas obras son el directo antecedente del arte de la siguiente centuria.
Los lienzos para la iglesia de la Certosa di San Girolamo, ahora restaurados, nos permiten apreciar la mano de un artista ya maduro, con pleno dominio de sus facultades. Marcan el fin de su etapa juvenil y el comienzo de su plenitud. Su Cristo visita a su Madre con los Padres de la Iglesia (1657) es un dechado de clasicismo, interrumpido con vibrantes toques coloristas. En esta obra encontramos múltiples citas a la obra de sus predecesores: la figura de Cristo está tomada de Reni, el Isaac arrodillado es de Ludovico Carracci, el San José está tomado directamente de una obra de Cantarini. Pasinelli muestra una gran maestría en la organización espacial de las figuras y en el tratamiento del color, limpio y hermoso.
La segunda tela es la Entrada de Cristo en Jerusalén (1659), con una orientación más barroca, claramente influenciada por una reciente obra de Canuti (Juicio Final, 1658). Pasinelli intenta jugar con la perspectiva y los diversos planos de figuras, aunque no consigue un efecto de unidad, pareciendo la obra algo deslabazada, aunque valiente en su planteamiento.

### Plena madurez

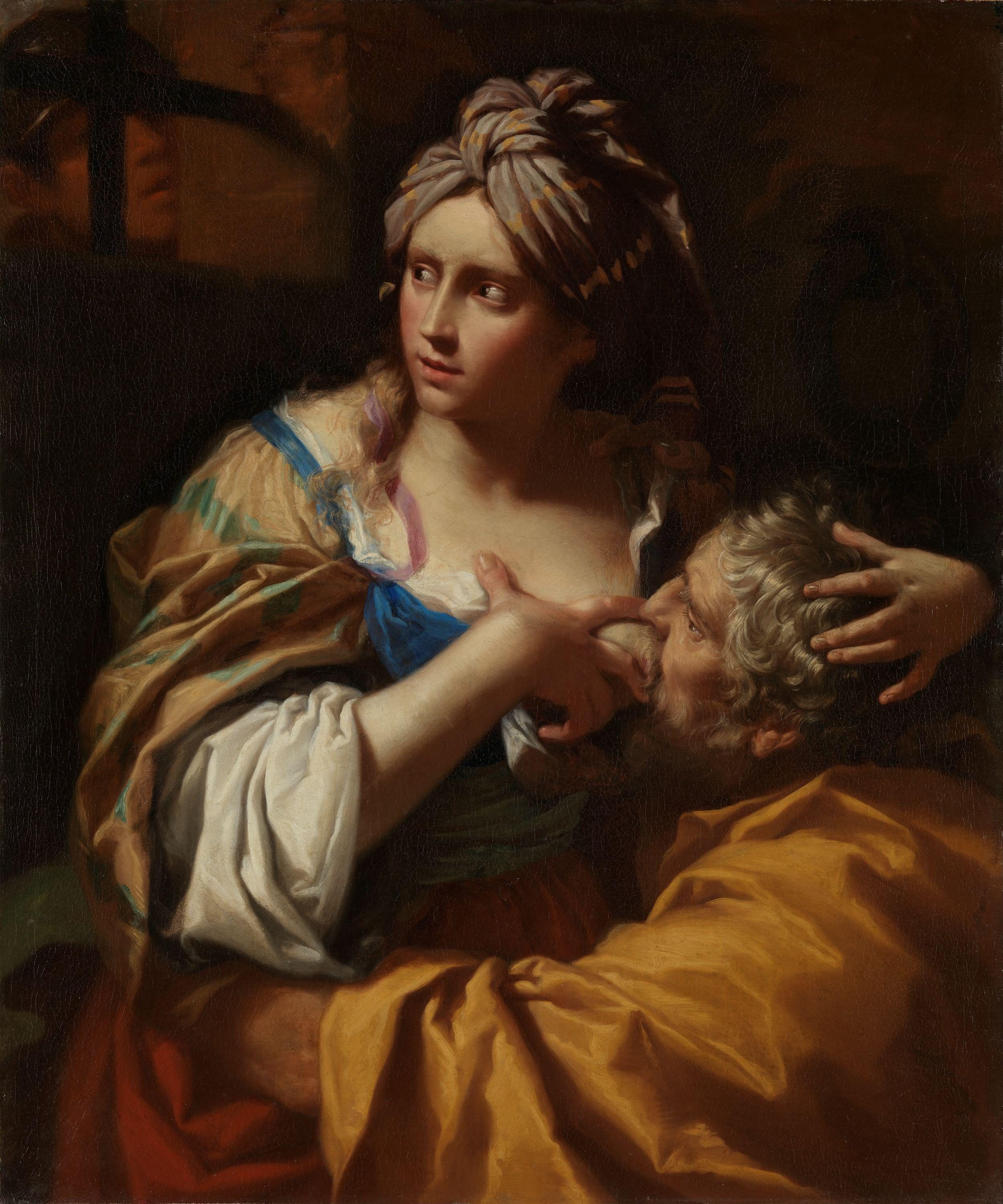
Caridad romana, Nasionalgalleriet, Oslo.

En el período 1665-1670 parece dejar a un lado la influencia barroquista de Canuti y vuelve sobre sus pasos. Sus figuras son inmensamente sofisticadas, preciosistas; ganan en solemnidad y la influencia del colorido veneciano es más que evidente (Rebeca en el Pozo, Negación de San Pedro). Tal vez tuvo algún contacto con el arte de los caravaggistas, probablemente a través de Artemisia Gentileschi.

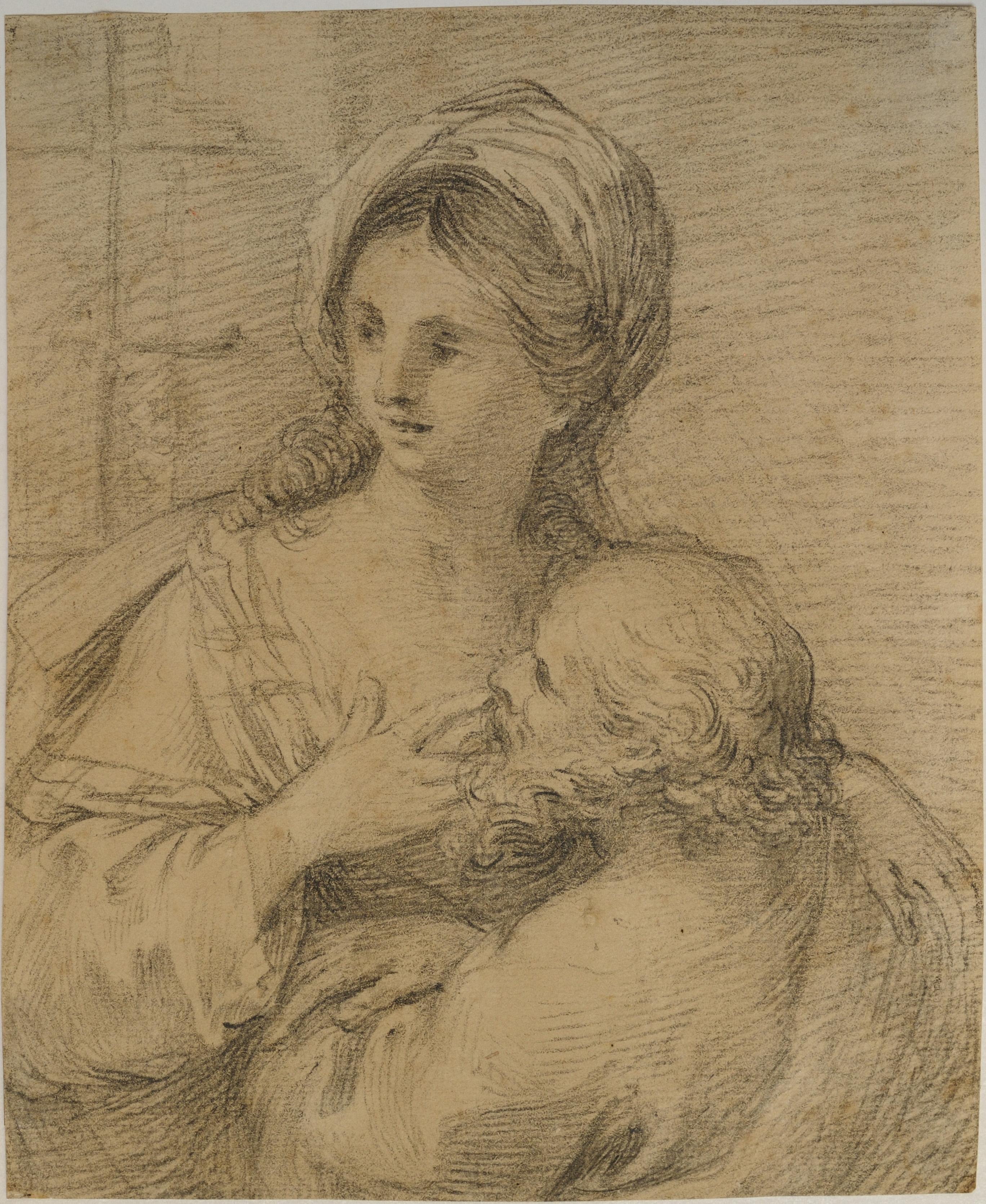
Un estudio, aún diferiendo considerable-
mente de la versión pintada, para la Caritas Romana de la Nasionalgalleriet, Oslo, c. 1670

A partir de 1675 se abre una época de éxito y experimentación para Pasinelli. La obra más importante de este período es su San Antonio de Padua resucita a un muerto, en donde juega con las formas y el color, y sigue con su búsqueda de los efectos lumínicos. Se aleja del clasicismo heredado para buscar nuevos horizontes. Consigue combinar la solidez de las formas, hondamente enraizada en su formación, con la magia del color

### Fase final
Su inquietud artística le trajo problemas con el establishment boloñés. Su Predicación de San Juan Bautista fue recibida con desaprobación, como demasiado alejada de los cánones imperantes en la tradición, defendida por los seguidores de Carlo Cignani. Su arriesgada propuesta, decididamente anticásica, juega con los múltiples planos de la acción, matizados por un fuerte interés por el tratamiento del color. Solo artistas como Burrini (que probablemente había sido alumno de Pasinelli) y Crespi seguirán la dirección marcada por esta obra.

## Valoración

### Puente entre dos épocas
Pasinelli asimiló el gusto por las figuras delicadas y ligeramente afectadas de su maestro Simone Cantarini, con una paleta llena de matices y una cierta introspección en sus obras, ya sean de temática religiosa o profana. Juega un papel de puente entre la tradición figurativa de la Escuela Boloñesa tradicional y la pintura del settecento, gracias a las influencias neovéneta y giordanesca que supo asimilar en su arte. Sintetiza los logros alcanzados por Cantarini, Ludovico Carracci y Reni, y a través de una pintura más deshecha y de colores luminosos, de formas suaves, plantea una modernización que aprovechará la siguiente generación de pintores boloñeses.

### Alumnos. Pasinelli grabador
Alumnos suyos fueron Gian Antonio Burrini, Giovanni Gioseffo dal Sole, Candido Vitali, Aureliano Milani, Giovanni Pietro Zanotti, Giuseppe Mazza y Donato Creti.
Aunque algunas fuentes antiguas citan a Pasinelli como un activo grabador de muchas de sus propias obras, éste todavía es un punto sobre el que falta información documentada. Han llegado hasta nuestros días diversos grabados basados en lienzos del boloñés, pudiendo alguno de ellos haber sido pasado a plancha por el mismo pintor. Las pruebas son negativas en este extremo. Muy al contrario, hemos de adjudicar estos pretendidos grabados de Pasinelli al catálogo de Giovan Gioseffo dal Sole y G.A. Lorenzini.

### Recuperación de su legado
En los últimos tiempos se ha producido una revalorización de la obra de nuestro artista. Algunos críticos han dejado de verle como el último estertor de una escuela artística, la boloñesa, ya casi moribunda, para concederle su justo valor como precursor de nuevas formas en el arte, que triunfarían poco después de su muerte. Pasinelli sufrió la incomprensión de sus contemporáneos en la última fase de su carrera, en la que se apartó de los cánones que Reni había establecido medio siglo atrás. Su obra padeció el olvido tras su desaparición y no ha sido apreciada hasta las últimas décadas, todavía muy tímidamente.

## Catálogo general de obras

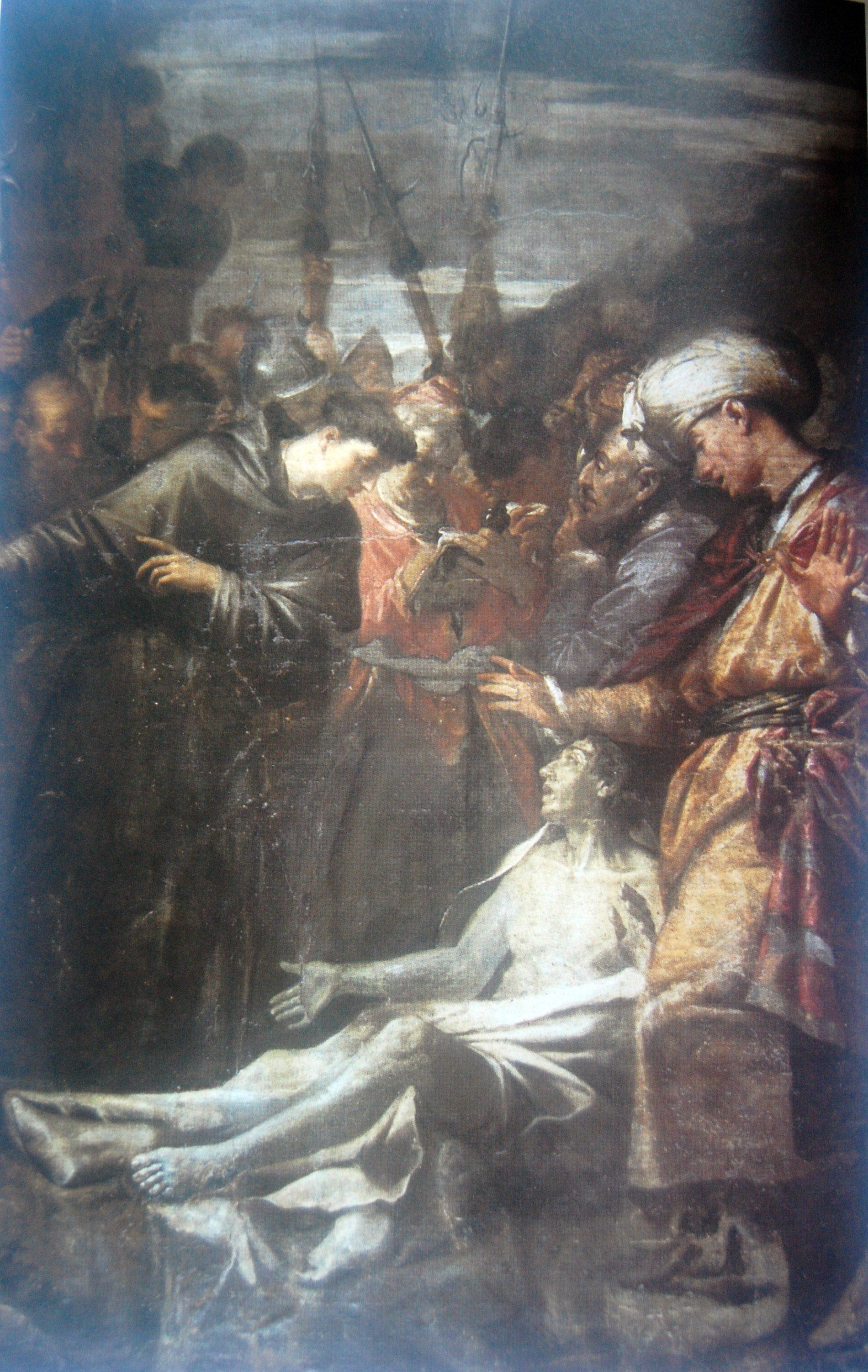
San Antonio resucita a un muerto, San Petronio, Bolonia.

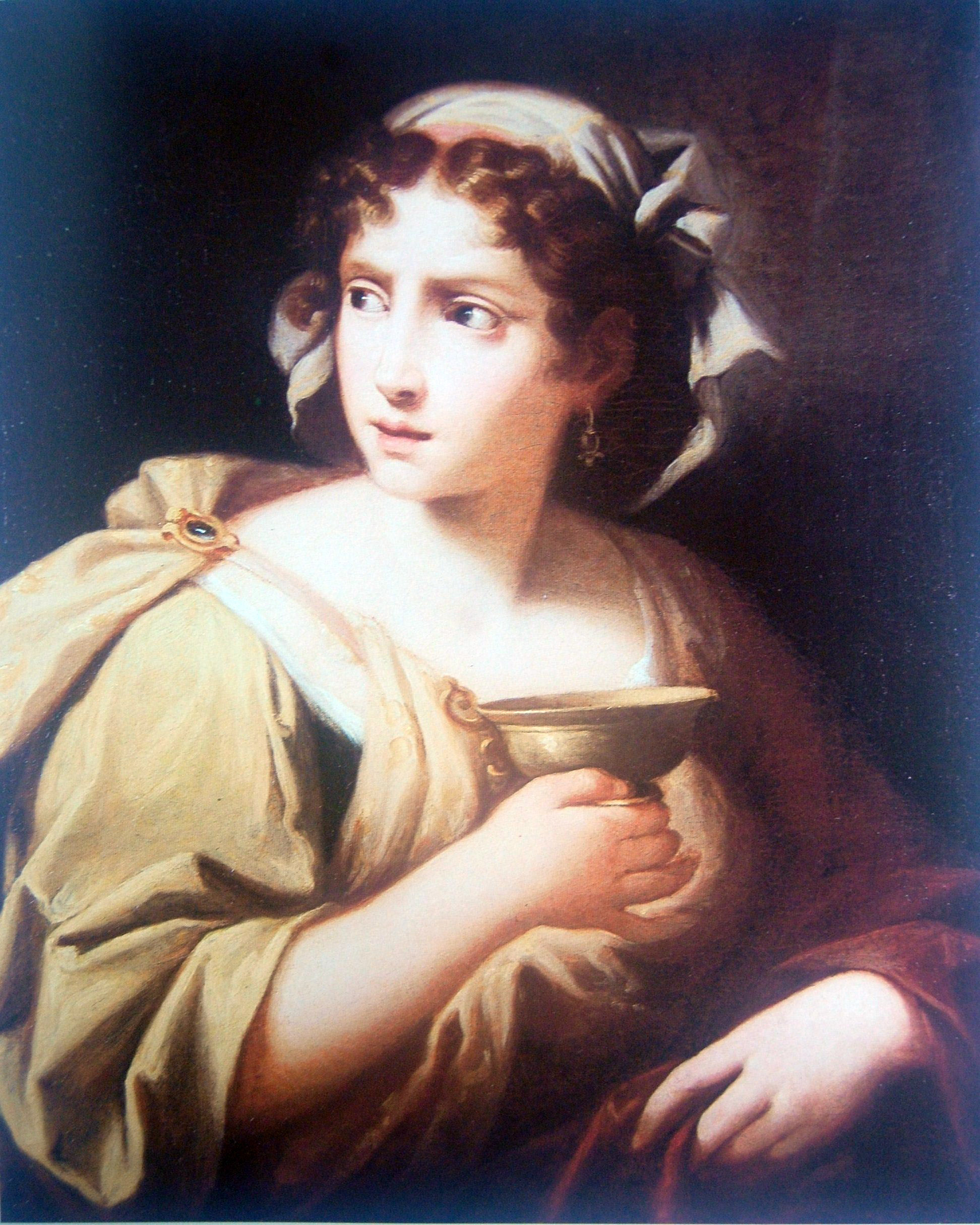
Sofonisba, Colección particular.

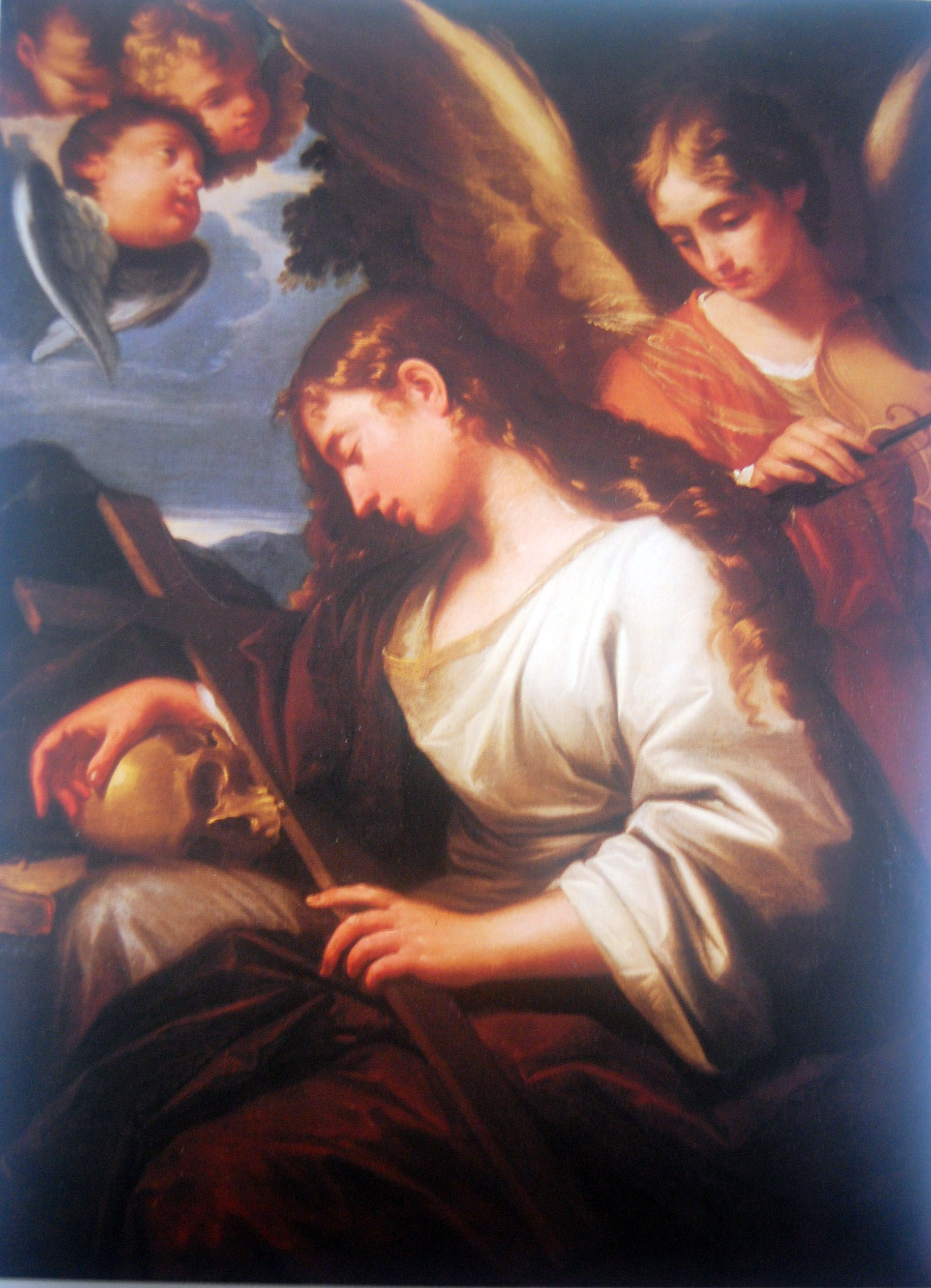
Magdalena en meditación, con ángel y querubines, Colección particular.

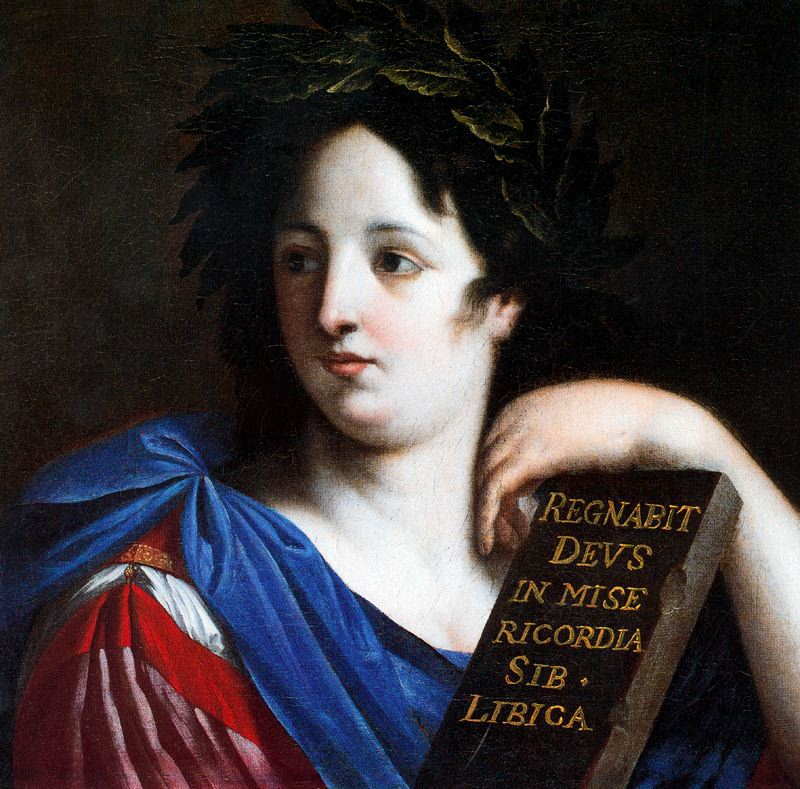
Sibila líbica, Galleria Nazionale d'Arte Antica, Roma.

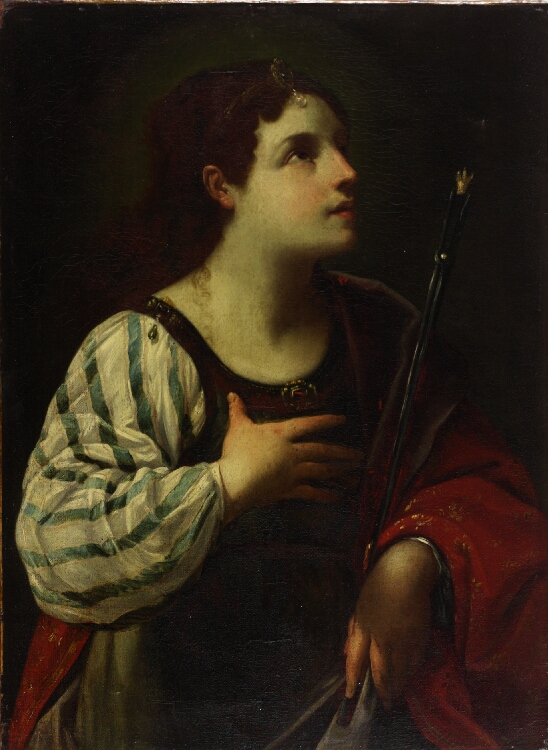
Santa Apolonia, Hunterian Museum.

### Decoraciones al fresco
- Frescos de la Sala Farnese, Palazzo Publico, Bolonia (1658)
- Frescos de la Casa Grassi, Bolonia (1659-60)
- Frescos del Palazzo Marmirolo, Mantua (1661, destruidos)
- Frescos del Palacio Ducal de Turín (1662, perdidos)

### Catálogo de obras
A continuación se mencionan las obras que con una cierta seguridad pueden ser incluidas en el catálogo de Pasinelli.
- Tañedora de laúd o Alegoría de la Música (Galleria Nazionale d'Arte Antica, Roma)
- Sofonisba (c. 1649, Colección privada, Turín)
- Sibila (c. 1649, Colección privada, Bolonia)
- Mujer amamantando a un niño (1651-52, Chatsworth House), atribución dudosa entre Carlo Cignani o Pasinelli.
- Judith con la cabeza de Holofernes (c. 1652, paradero desconocido)
- San Juan Evangelista (c. 1652, antes en Colección privada, Marsella)
- Virgen con el Niño y Santa Catalina (?), (c. 1652, Colección privada, Bolonia)
- Cabeza de muchacha con turbante (c. 1652?, datación discutida, Museo Davia Bargellini, Bolonia), probablemente fragmento de una obra de mayor tamaño.
- Alegoría de la Pintura (paradero desconocido)
- Cristo resucitado visita a su Madre acompañado por los Padres de la Iglesia (1657, San Girolamo della Certosa, Bolonia)
- San Roque (c. 1657, Colección privada, Reggio Emilia)
- Virgen con el Niño y santos (c. 1659?, Museo Civico Ala Ponzone, Cremona), atribución dudosa.
- Virgen con el Niño y santos (San Paolo, Massa Lombarda), atribución dudosa.
- Sagrada Familia con San Juanito y un ángel (Musée des Beaux-Arts, Nantes)
- Angélica y Medoro (Cassa di Risparmio, Bolonia)
- Entrada de Jesús en Jerusalén (1659, San Girolamo della Certosa, Bolonia)
- Judith con la cabeza de Holofernes (c. 1660, Bob Jones University Museum, Greenville), atribución dudosa entre Flaminio Torri y Pasinelli.
- Santa Inés (Pinacoteca Nacional de Bolonia)
- Los cardenales Barberini y Ludovisi devuelven la trenza de la Virgen a la basílica de Santo Stefano (1659-60, Sala Farnese, Palazzo Publico, Bolonia), única obra al fresco conservada
- Rebeca en el pozo (1665, Colección privada, Bolonia)
- Santa Margarita (c. 1665, Colección privada, Reggio Emilia)
- Santa Catalina de Alejandría (c. 1665, Pinacoteca Nacional de Bolonia)
- Santa Cecilia (c. 1665, Pinacoteca Nacional de Bolonia)
- Alegoría de la Geografía o la Geometría (Colección privada, Bolonia)
- La Justicia y la Paz (c. 1665, Colección August Ohm, Hamburgo)
- Sibila (c. 1665, Bildergalerie Sanssouci, Potsdam)
- Sibila escribiendo (antes de 1677, paradero desconocido)
- Sibila con angelito (1665-75, Colección privada, Reggio Emilia)
- Alegoría de la Paz (Pinacoteca Nacional de Bolonia)
- Pandora (Pinacoteca Nacional de Bolonia)
- Magdalena en meditación con la Cruz, ángel y tres cabezas de querubines (Colección privada, Modena)
- Alegoría de la Escultura (c. 1670, National Gallery of Ireland, Dublín)
- Angélica y Medoro (c. 1670, Boughton House, Kettering)
- Desmayo de Esther? (c. 1670, Colección privada, Bolonia)
- Negación de Pedro (1670, Colección privada, Bolonia)
- Caridad romana (1670, Nasjonalgalleriet, Oslo)
- Desmayo de Cornelia, esposa de Pompeyo (1672-76, Pinacoteca Nacional de Bolonia)
- San Antonio de Padua abrazado por el niño Jesús (1676, Santi Filippo e Giacomo, Vicenza)
- Sibila Budrioli (1677-78, Colección particular)[9]
- San Juan de la Cruz (1677-80, Sala Capitular del Monasterio de los Carmelitas Descalzos, Piacenza)
- Venus durmiente con dos sátiros (desp. 1677, Galería Nacional de Parma), monócromo
- Herodías recibe la cabeza del Bautista (c. 1679, Stanford University Museum, Palo Alto)
- Judith con la cabeza de Holofernes (Colección privada, Bolonia)
- Retrato de muchacho (Kunsthalle, Bremen)
- Judith ante Holofernes (1677-80, paradero desconocido)
- Muchacha con jaula abierta (Banca Popolare dell'Emilia, Modena)
- Retrato de muchacha con turbante (antes en Kunsthaus Lempertz, Colonia)
- Retrato de dama de la Casa Bentivogli (c. 1680, Sopraintendenza ai Beni Artistici e Storici, Florencia)
- Alegoría de la Vanidad? (Opera Pia dei Poveri Vergognosi, Bolonia)
- Alegoría de la Eternidad (Opera Pia dei Poveri Vergognosi, Bolonia)
- Judith con la cabeza de Holofernes (antes en la Colección Santini, Bolonia)
- La Magdalena renuncia a la vanidad (c. 1680, antes en Colección privada, Florencia)
- La Magdalena renuncia a la vanidad (Crédito Emiliano, Reggio Emilia), atribución por confirmar
- Virgen María (1680, Schloss Liechtenstein, Vaduz)
- Martirio de Santa Úrsula (1685, Pinacoteca Nacional de Bolonia)
- Cupido desarmado por las ninfas (c. 1685, Colección Brinsley Ford, Londres)
- Magdalena en meditación con la Cruz y un libro (1685, antes en Colección Liechtenstein, ahora en el Castillo de Valtice, Bréclav)
- Magdalena en meditación con la Cruz (Colección privada, New York), atribución dudosa entre Pasinelli y Giovanni Gioseffo dal Sole.
- Magdalena en meditación con el Crucifijo sobre las rodillas asistida por un ángel (c. 1684, Colección privada, New York)
- Magdalena en meditación con el Crucifijo sobre las rodillas asistida por un ángel (c. 1684, Colección privada, Bolonia)
- Predicación de San Juan Bautista (1686, Colección del príncipe Philipp-Ernst de Schaumburg-Lippe, Bückeburg)
- Trinidad terrenal (1687, Santa Maria degli Alamanni, Bolonia)
- Virgen con el Niño adorada por la beata Caterina Vigri (1687, Santa Maria di Galliera, sacristía, Bolonia)
- Magdalena en meditación con una calavera asistida por un ángel (c. 1687, Colección de príncipe Philipp-Ernest de Schaumburg-Lippe, Bückeburg)
- Magdalena en meditación con la Cruz y una calavera asistida por un ángel (1687, paradero desconocido, antes en la Galleria Spada, Roma)
- Magdalena en meditación con un libro asistida por un ángel (paradero desconocido)
- Magdalena abrazando el crucifijo (Museo Etrusco, Cortona)
- San Antonio de Padua resucita a un muerto (1675-1688, San Petronio, Capilla del SS Sacramento, Bolonia)
- Cupido desarmado por las ninfas (1689, Banca Popolare dell'Emilia, Modena)
- Magdalena en meditación con una calavera asistida por un ángel (c. 1687, Colección de príncipe Philipp-Ernest de Schaumburg-Lippe, Bückeburg)
- Adoración de los Pastores (c. 1690, Pinacoteca Nacional de Bolonia), óleo sobre cobre
- Adoración de los Pastores (c. 1690, Pinacoteca Nacional de Bolonia), óleo sobre lienzo
- Muchacho que bebe en un vaso (Colección privada, Alemania)
- Diana en el baño con sus ninfas (c. 1691, Cassa di Risparmio, Cesena)
- Diana en el baño con sus ninfas (Colección privada, Reggio Emilia)

### Obras documentadas perdidas
- Santa Lucía
- Sagrada Familia (San Francesco, Bolonia)
- San Francisco de Paula (1660)
- Cabeza de la Virgen (c. 1677), para el conde Alessandro Fava
- Alegoría de la gloria militar del general Montecuccoli (1680), para el general Raimondo Montecuccoli
- Resurrección de Cristo (San Francesco, Bolonia)
- Martirio de tres santos jesuitas en el Japón (1697)
- Baño de las ninfas (1697) para el conde Giusti
- Diana y Acteón (1698) para el conde de Exeter

### Obras dudosas
- Sibila Líbica (Galleria Nazionale d'Arte Antica, Roma)
- Sibila Eritrea (Galleria Nazionale d'Arte Antica, Roma)
- Sibila (1650-57, Fitzwilliam Museum, Cambridge)
- Santa Apolonia (1670, Hunterian Museum of Art, Glasgow)
- Magdalena (Fondazione Intesa Sanpaolo, Palazzo Leone Montanari, Vicenza)

### Grabados basados en obras de Pasinelli
- Retrato de Lorenzo Pasinelli (1703, Biblioteca Comunale dell'Archiginnasio, Bolonia), aparecido en el frontispicio de la biografía del artista por Zanotti. Grabado por Cesare Gioseffo Mazzoni, a partir de un autorretrato perdido.
- Retrato de Lorenzo Pasinelli (1769, Biblioteca Comunale dell'Archiginnasio, Bolonia), realizado para la biografía del artista incluida en Felsina Pittrice, de Carlo Cesare Malvasia. Grabado por Luigi Crespi, a partir de un original perdido.
- Virgen con niño y San Juanito (Gabinetto dei Disegni e Stampe, Uffizi, Florencia), grabado atribuido a Pasinelli. A partir de una obra de Correggio.
- San Francisco de Paula (Pinacoteca Nacional de Bolonia, Gabinetto dei Disegno e Stampe), único testimonio gráfico de la obra ejecutada en 1660, perdida. Grabado por Domenico Maria Muratori.
- Rebeca en el pozo (Pinacoteca Nacional de Bolonia, Gabinetto dei Disegno e Stampe), a partir del lienzo realizado en 1665. Grabador con monograma «MB». Existen tres versiones más del grabado, en la misma Pinacoteca de Bolonia, Roma y Budapest, así como una derivación del siglo XVIII en la Galleria Estense de Modena.
- La Poesía, aguafuerte de Domenico Maria Muratori (c. 1665). De un original perdido. Ejemplar en la Pinacoteca Nacional de Bolonia.
- Negación de San Pedro, aguafuerte de mano del grabador «DB» (c. 1670). Dos copias en la Pinacoteca Nacional de Bolonia, otra en el Istituto Nazionale per la Grafica de Roma, otra en el Museo de Budapest.
- Santa Lucía, aguafuerte de Antonio Galanguzzi. Ejemplar en la Pinacoteca Nacional de Bolonia. De un original perdido, del que se conserva una réplica anónima en la iglesia de San Giacomo de Imola (tal vez obra de Flaminio Torri).
- Santa Catalina de Alejandría, aguafuerte de Giovan Pietro Zanotti. En la Pinacoteca Nacional de Bolonia.
- San Juan de la Cruz, aguafuerte de Domenico Bonavera (1706). Ejemplar de la Pinacoteca Nacional de Bolonia.
- San Juan de la Cruz, aguafuerte de Giovan Pietro Zanotti (1696). En la Pinacoteca Nacional de Bolonia.
- Cabeza de la Virgen, grabador con monograma «DB». Reproducción de una tela realizada para el conde Alessandro Fava, ahora perdida (c. 1677). Copia en la Pinacoteca Nacional de Bolonia.
- Sibila Budrioli, aguafuerte de mano de Giuseppe Maria Rolli (c. 1680). Ejemplares en la Pinacoteca Nacional de Bolonia y en el Széppumvészeti Múzeum de Budapest. Durante mucho tiempo fue el único testimonio gráfico de la Sibila Budrioli, lienzo que se creyó perdido, y que en los últimos años ha reaparecido en el mercado de arte.
- Herodías recibe la cabeza del Bautista, aguafuerte de Giovanni Vitalba. Reproducción de la obra hoy conservada en el museo de Palo Alto, California. Ejemplar en la Bibliothèque Nationale de París.
- Magdalena, grabado por Giovanni Fabbri. Reproducción del lienzo conservado en colección privada de New York. Tres copias: dos en la Pinacoteca Nacional de Bolonia y otra en el Istituto Nazionale per la Grafica de Roma.
- Magdalena, aguafuerte de Marcello Conti. Pinacoteca Nacional de Bolonia. Existe otra versión muy cercana a esta, también conservada en Bolonia, antiguamente atribuida a Dal Sole y hoy considerada anónima.
- Magdalena, grabador con monograma «DB». Pinacoteca Nacional de Bolonia.
- Alegoría de la gloria militar de Montecuccoli, aguafuerte de Giovan Gioseffo dal Sole (1683). A partir de un dibujo original de Pasinelli, basado en su obra para el palacio del general Raimondo Montecuccoli en Viena (1680). Ejemplar conservado en la Pinacoteca Nacional de Bolonia.
- Virgen María, grabador con monograma «DB». Copias en Pinacoteca Nacional de Bolonia, Istituto Nazionale per la Grafica de Roma (tres ejemplares) y Museo de Budapest.
- Martirio de Santa Úrsula, grabado por G. A. Lorenzini (dos versiones, 1685 y 1691). Copias en Biblioteca Nacional de Portugal, Pinacoteca Nacional de Bolonia, Istituto Nazionale per la Grafica de Roma
- Predicación de San Juan Bautista, grabado por Giovanni Antonio Lorenzini. Copias en Pinacoteca Nacional de Bolonia, Istituto Nazionale per la Grafica de Roma, Biblioteca Marucelliana de Florencia y colección privada en Bolonia.
- Trinidad terrena, por Giovanni Antonio Lorenzini. Copias en Pinacoteca Nacional de Bolonia, Istituto Nazionale per la Grafica de Roma, British Museum, Biblioteca dell'Archiginnasio de Bolonia, Biblioteca Marucelliana de Florencia.
- San Antonio de Padua resucita a un muerto, grabado por Giovanni Antonio Lorenzini. Ejemplares en Pinacoteca Nacional de Bolonia e Istituto Nazionale per la Grafica, Roma.
- Gloria con ángeles, grabado por Giovanni Antonio Lorenzini. Pinacoteca Nacional de Bolonia.
- San Francisco Javier confunde a los sátrapas, grabado por el alumno de Pasinelli, Giovanni Gioseffo dal Sole. British Museum, Londres.
- Concierto de ángeles sobre las nubes, grabado realizado por Ippolito Marracci. Al menos cinco copias: Biblioteca Marucelliana de Florencia, Istituto Nazionale per la Grafica de Roma, Biblioteca Nacional de Portugal, British Museum y Pinacoteca Nacional de Bolonia.
- San Petronio invoca la protección de la Virgen para la iglesia boloñesa en el sínodo de 1698, a partir de una obra perdida. Tres copias: Pinacoteca Nacional de Bolonia, Biblioteca Marucelliana de Florencia, y colección privada romana. Grabado ejecutado por F.M. Francia.